# Eric Adjetey Anang
Eric Adjetey Anang é um carpinteiro e escultor ganense que produz caixões-fantasia. Ele nasceu em Teshie, Gana, onde vive e trabalha.

## Biografia

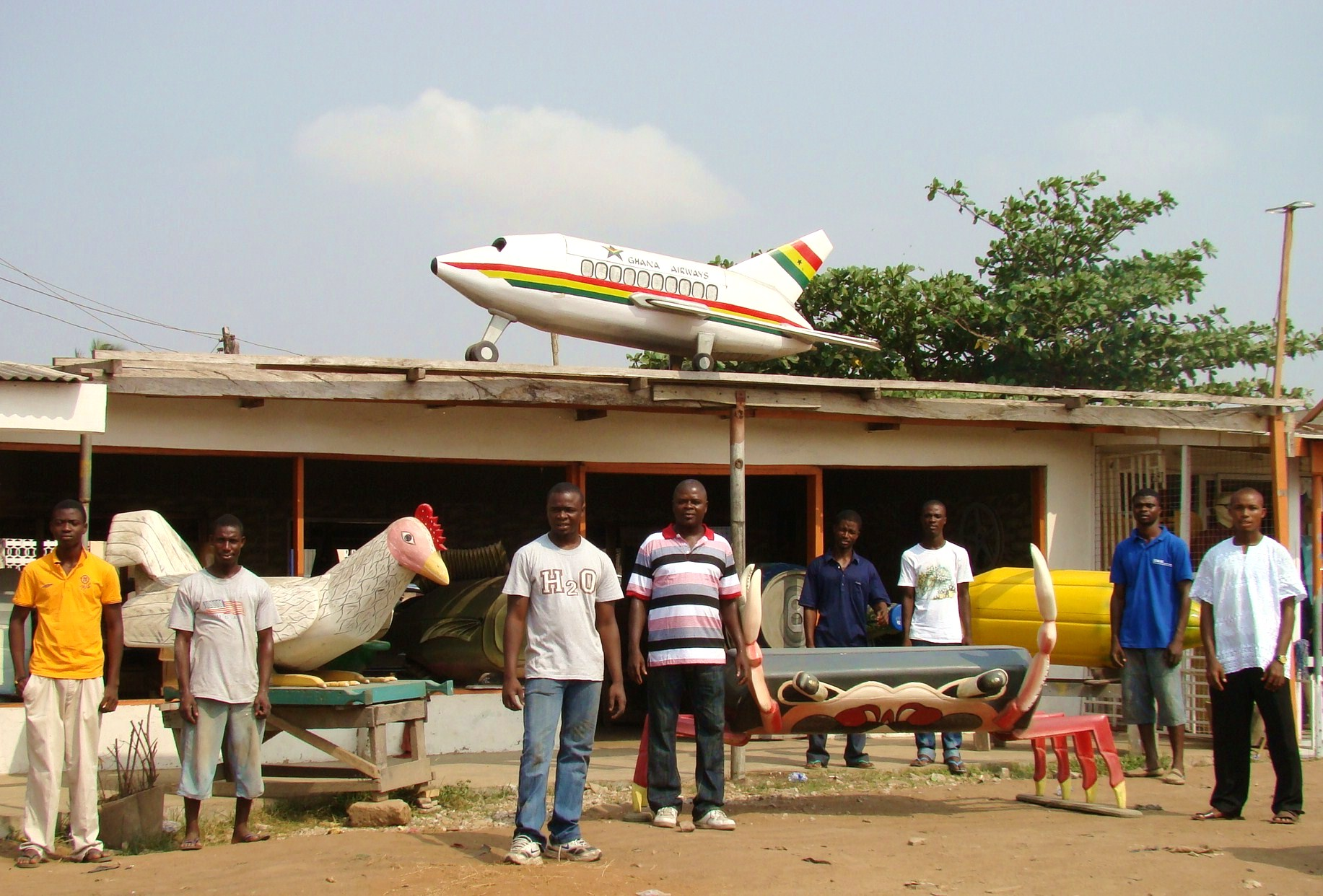
Caixões de frango, avião, caranguejo antes do workshop Kane Kwei

Em 2001, Eric levou os caixões-fantasia de Gana ao Museu Gidan Makama, em Kano, Nigéria, com a colaboração da Aliança Francesa de Kano.
Após terminar o ensino médio, ele assumiu, em 2005, a liderança da Carpintaria Kane Kwei, criada por seu avô Seth Kane Kwei, que inventou os caixões-fantasia nos anos 50. Em pouco mais de três anos, Eric se tornou um dos principais escultores de caixões-fantasia de Gana, obtendo reconhecimento nacional e internacional.
Em 2009, Eric e suas criações estrelaram um comercial de TV do isotônico Aquarius..
No mesmo ano ele participou do projeto Amandla Boulevard em Antuérpia. Atualmente, colabora com a Oregon College of Art & Craft na organização de uma residência de dois meses do professor Michael Deforest. Em janeiro 2010, Eric participou do projeto de fotografia “Please, do not move!” com o fotografo francês Guy Hersant. No fim do mesmo ano, participou do Black World Festival em Dacar como representante dos designers de Gana.
Também está envolvido em uma pesquisa antropológica relativa ao povo Ga com Roberta Bonetti (professora de história da antropologia na Universidade de Bolonha e bolsista na Italian Academy for Advanced Studies na Universidade de Columbia).
Aos 24 anos, Eric Adjetey Anang foi reconhecido como “um modelo para os jovens das cidades africanas” pelo periódico francês Le Monde Diplomatique.
Eric Adjetey Anang é membro da Foundation for Contemporary Art (Gana) desde 2007.

## Cronologia

### 2013
- O Mestre dos Caixões[6] - documentário de 26 minutos dirigido por Luis Nachbin e produzido pela Matrioska Filmes para o Canal Futura (Brasil).

### 2012
- (em alemão) Artigo no site da rádio alemã domradio.
- (em inglês) Artigo na versão online do jornal Daily Mail.
- Let’s Celebrate Funerals With Our Best Smile, ficção/documentário de 60 minutos com Rieko Saibara produzido pela TVMAN UNION / NHK para o canal NHK BS Premium.
- Encomenda de um caixão personalizado por Rieko Saibara, mangaká japonês.

### 2011
- (em inglês) Going out in style - curta-metragem documental dirigido pelo britânico Zoe Elliott-Shircore.
- Artista residente convidado no (em inglês) Oregon College of Arts and Crafts, em Portland, Estados Unidos e Catlin Gabel School.
- Convidado na Biennale de design de Gwangju (Coreia do Sul)[7] · [8], com curadoria de Brendan McGetrick e An Xiao Mina e direção artística de Ai Weiwei e Seung H-Sang.
- (em inglês) Recebe o designer Benjamin Rollins Caldweel, da Carolina do Sul, Estados Unidos, para uma residência de dois meses na Carpintaria Kane Kwei.
- Convidado para uma residência de três semanas no Museu Internacional de Arte Funerária em Novossibirsk[9] · [10] · [11] · [12] · [13] · [14] · [15] · [16] · [17] · [18]
- (em francês) Artigo na revista Mondomix p. 39 e versão onlinee
- (em inglês) Instalação de um caixão-fantasia na Shrevas and Mina Almera Gallery of Africa, the Americas and Asia-Pacific do Royal Ontario Museum por ocasião do Dia Internacional do Museu.[ligação inativa]

### 2010
- (em inglês) Video CNN International  et Reportagem no programa “Inside Africa”, da CNN.
- (em italiano) Artigo na revista canadense Spezzation
- (em italiano) Artigo no periódico France 24
- (em inglês) Instalação de um caixão-fantasia na Pitt Rivers Museum, Universidade de Oxford
- Programa de 26 minutos produzido e exibido pela GBN-GTV, TV estatal de Gana.
- Wikipedia (editar | história) • Página de discussão (editar | história) • Vigiar Artigo no jornal austríaco Die Presse

### 2009
- Ordem Pública - um caixão. Royal Ontario Museum. Ontário, Canadá.
- Ghana: Customised Coffins - documentário de 52 minutos dirigido por Philippe Lespinasse e produzido pela FTV Pole TV 5 / Wide Angle Productions, da França.[19].
- Emissão de televisão 26 minutos sobre o workshop. El Mundo TV. Madrid, Espanha. Caixões de Gana exposição Art.
- (em inglês) Ghana art Coffins in exhibition in Antwerp, Belgium - Artista convidado no projeto “Boulevard Amandla” em Antuérpia, na Bélgica.
- Participação em programa na Radio Central de Antuérpia, Bélgica.
- Encomenda particular de oito caixões-fantasia por um colecionador de Los Angeles, Estados Unidos.

### 2008
- Moment with Mo Abudu, reportagem de 60 minutos sobre a produção da carpintaria, exibida pela Studio M-Net TV, de Lagos, Nigéria.
- Encomenda particular de dois caixões-fantasia por um colecionador holandês.
- Entrevista na Arte TV, da Alemanha.